# Endomychidae
Endomychidae es una familia de coleópteros polífagos. Tiene unos 130 géneros y  1800 especies de distribución mundial.

## Subfamilias
Incluye las siguientes subfamilias:
Las siguientes subfamilias Anamorphidae, Mycetaeidae y Eupsilobiidae ahora son consideradas familias independientes.
- Anamorphinae
- Danascelinae
- Endomychinae
- Epipocinae
- Eupsilobiinae
- Leiestinae
- Lycoperdininae
- Merophysiinae
- Mycetaeinae
- Pleganophorinae
- Stenotarsinae
- Xenomycetinae